# 塩町 (名古屋市)
塩町（しおまち）は、愛知県名古屋市西区の地名。元々は堀川西岸の町だったが、住居表示の実施に伴う町名整理に伴い堀川に一部が残存するのみである。

## 地理
堀川西岸に位置する町。江戸時代の塩町は、北を堀江町と接し、南は五条橋を境にして、大船町に接していた。堀江町は北で小船町に接していた。

## 町の由来

### 塩町
塩町の前身となった堀川片町は、堀川により片町となった当地の特徴に由来する。塩町は、当地に塩商が数多く在住したことによるという。

### 堀江町
当地目前の堀川に由来する。

### 辰之口前
名古屋城御深井より堀川に接続する辰之口に由来する。

### 御作事前
同所に所在した御作事役所に由来する。

## 沿革
- 江戸時代初期 - 仔細な時期は不明であるが、清洲越しにより名古屋城下町に堀川片町一丁目が成立[1]（ただし、二丁目とする文献もあるという[1]）。また、堀川片町二丁目も成立[1]。
- 寛文7年 - 両側町となったことから、堀川片町一丁目が塩町上之切、堀川片町二丁目が塩町下之切（『府城志』によると田町下之切）と改称[1]。
- 貞享3年 - 塩町上之切が塩町、塩町下之切が堀江町と改称[1]。
- 明治4年 - 塩町が堀江町・辰之口前・御作事前を併合する[2]。
- 1878年（明治11年）12月20日 - 名古屋区成立に伴い、同区塩町となる[2]。
- 1889年（明治22年）10月1日 - 名古屋市成立に伴い、同市塩町となる[2]。
- 1908年（明治41年）4月1日 - 西区成立に伴い、同区塩町となる[2]。
- 1978年（昭和53年） - 『角川地名大辞典』では一部が那古野に編入されるとする[2]。
- 1981年（昭和56年）8月23日 - 住居表示の実施に伴い、堀川部分以外の大部分が城西1・2丁目・那古野一丁目にそれぞれ編入される[3]（『角川地名大辞典』は幅下にも一部が編入したとする[2]）。

## 住人
- 塩商孫左衛門[2]
- 塩問屋弥兵衛[2]
- 福田卯助（乾物商、清洲銀行監査役[4]）
- 福田卯助（近江屋、乾物商[5]、岐阜日産自動車社長[6]）

## 史跡
- 四間道[2]
- 幅下学問所跡[2]
- 忠孝堂址[7]
- 塩問屋址[8]